# Чемпионат России по боевому самбо 2011
Чемпионат России по боевому самбо 2011 года проходил в Санкт-Петербурге с 25 по 28 февраля.

## Медалисты
| Весовая категория | Золото                                  | Серебро                                    | Бронза                                                                     |
| ----------------- | --------------------------------------- | ------------------------------------------ | -------------------------------------------------------------------------- |
| до 52 кг          | Анатолий Стишак Санкт-Петербург         | Амыр Бакрасов Алтайский край               | Владимир Сульянов Алтайский край Эрадж Рахимов Ярославская область         |
| до 57 кг          | Улви Ширинли Калининградская область    | Андрей Будажапов Улан-Удэ                  | Адислам Динисламов Санкт-Петербург Али Багаутинов Москва                   |
| до 62 кг          | Расул Мирзаев Москва                    | Иван Давиденко Санкт-Петербург             | Артём Иванов Санкт-Петербург Виктор Дулмаев Улан-Удэ                       |
| до 68 кг          | Максим Купцов Кстово                    | Сергей Манин Санкт-Петербург               | Николай Князев Нижегородская область Магомед Магомедов Челябинская область |
| до 74 кг          | Шамиль Гасанханов Саратов               | Иван Шпак Санкт-Петербург                  | Сергей Яковлев Кстово Заур Азизов Московская область                       |
| до 82 кг          | Алексей Иванов Москва                   | Мурад Керимов Дагестан                     | Хамид Хамзатханов Адыгея Дмитрий Самойлов Белгородская область             |
| до 90 кг          | Ислам Абазов Адыгея                     | Михаил Мохнаткин Санкт-Петербург           | Михаил Заяц Москва Султан Алиев Дагестан                                   |
| до 100 кг         | Виктор Немков Белгородская область      | Рамис Терегулов Самара                     | Мурат Гугов Кабардино-Балкария Максим Футин Нижегородская область          |
| свыше 100 кг      | Кирилл Сидельников Белгородская область | Дмитрий Заболотный Калининградская область | Муртуз Магомедов Дагестан Алексей Князев Чита                              |

## Командный зачёт

### Округа
1. Уральский федеральный округ.
2. Центральный федеральный округ;
3. Приволжский федеральный округ;

### Субъекты
1. Свердловская область;
2. Брянская область;
3. Нижегородская область.